# Чебышёвская улица
Чебышёвская улица — улица в городе Петергофе Петродворцового района Санкт-Петербурга. Проходит от Гостилицкого шоссе до Университетского проспекта.
Название было присвоено 23 ноября 1970 года в честь русского математика и механика, создателя петербургской математической школы П. Л. Чебышёва.

## Застройка
- дом 1, корпус 1 — жилой дом (1983[4])
- дом 1, корпус 2 — жилой дом (1983[4])
- дом 2/13 — жилой дом (1978[4])
- дом 3, корпус 1 — жилой дом (1982[4])
- дом 3, корпус 2 — жилой дом (1982[4])
- дом 4, корпус 1 — жилой дом (1978[4])
- дом 4, корпус 2 — жилой дом (1978[4])
- дом 5, корпус 1 — жилой дом (1981[4])
- дом 6/12 — жилой дом (1978[5])
- дом 7 — АТС (1990[5])
- дом 7, корпус 1 — жилой дом (1988[4])
- дом 8, корпус 1 — жилой дом (1981[4])
- дом 8, корпус 2 — жилой дом (1981[4])
- дом 9 — жилой дом (1989[4])
- дом 10, корпус 1 — жилой дом (1982[4])
- дом 10, корпус 2 — жилой дом (1982[4])
- дом 10, корпус 3 — жилой дом (1982[4])
- дом 11 — жилой дом (1988[4])
- дом 12, корпус 1 — жилой дом (1982[4])
- дом 12, корпус 2 — жилой дом (1960[4])
- дом 12, корпус 3 — кожно-венерологический диспансер (1960[5])
- дом 13 — детский сад № 19 (1990[5])
- дом 14, корпус 1 — жилой дом (1987[4])
- дом 14, корпус 2 — жилой дом (1988[4])

## Перекрёстки
- Гостилицкое шоссе
- Ботаническая улица
- Университетский проспект